# Elezioni presidenziali in Tunisia del 2024
Le elezioni presidenziali in Tunisia del 2024 si sono tenute il 6 ottobre per il rinnovo della Presidenza del paese.
Esse, le prime presidenziali dall’approvazione della nuova Costituzione nel 2022, hanno visto la rielezione già al primo turno, sebbene in un contesto precedente abbastanza opaco e caratterizzato da dubbi arresti e rifiuti di molte candidature (riuscendovi, oltre al Presidente in carica, solo altri due candidati), del Presidente uscente Kaïs Saïed che, con il 90,69% dei voti, è stato così riconfermato senza problemi (e come previsto) per un ulteriore mandato, sebbene con un’affluenza decisamente bassa (frutto del boicottaggio attuato dalle opposizioni).

## Sistema elettorale
Per le elezioni presidenziali, la legge elettorale tunisina prevede l’applicazione di un sistema maggioritario a doppio turno: per essere eletti, infatti, è necessaria la maggioranza assoluta delle preferenze (50%+1). Tuttavia, qualora ciò non avvenga, si attua un secondo turno di votazione tra i primi due candidati entro due settimane dal precedente.
In aggiunta, l’autorità elettorale ha previsto che, per essere ufficialmente candidati, si dovessero rispettare i seguenti requisiti:
- Essere un elettore registrato nel registro elettorale;
- Essere tunisino senza altra nazionalità nato da padre e madre tunisini e con nonni paterni e materni tunisini;
- Essere musulmano;
- Avere almeno 40 anni al momento della presentazione della candidatura;
- Godere di tutti i diritti civili e politici;
- Non aver ricoperto la carica di Presidente della Repubblica per due mandati in generale (consecutivi o separati);
- Non essere soggetto a uno dei seguenti divieti: perdita della qualità di elettore e perdita del diritto a candidarsi derivante da una condanna per i reati menzionati negli Artt. 161 e 163 della legge elettorale e nell'Art. 30 del codice penale.

In aggiunta a ciò, è necessario il sostegno di almeno:
- Dieci membri dell'Assemblea dei rappresentanti del popolo o del Consiglio nazionale delle regioni e dei distretti; o
- Quaranta presidenti di autorità locali, siano essi consigli locali, regionali o municipali; o
- Diecimila elettori registrati nelle liste elettorali e distribuiti in almeno dieci circoscrizioni, di cui ognuna di almeno 500 elettori.[8]

## Risultati
| Kaïs Saïed        | Indipendente           | 2 438 954 | 90,69 |  |  |  |  |  |
| Ayachi Zammel     | Azimoun (Tahya Tounes) | 197 551   | 7,35  |  |  |  |  |  |
| Zouhair Maghzaoui | Movimento Popolare     | 52 903    | 1,97  |  |  |  |  |  |
| Totale            | Totale                 | 2 689 408 | 100   |  |  |  |  |  |
|                   |                        |           |       |  |  |  |  |  |
| Schede bianche    | Schede bianche         | 34 197    | 1,22  |  |  |  |  |  |
| Schede nulle      | Schede nulle           | 84 953    | 3,02  |  |  |  |  |  |
| Votanti           | Votanti                | 2 808 548 | 28,80 |  |  |  |  |  |
| Elettori          | Elettori               | 9 753 217 |       |  |  |  |  |  |